# New York Town
Pour plus de détails, voir Fiche technique et Distribution.
New York Town est un film américain en noir et blanc réalisé par Charles Vidor et sorti en 1941.

## Synopsis
Victor Ballard est un photographe de trottoir new-yorkais pauvre mais joyeux qui partage un studio avec un peintre polonais, Stefan Janowski. Lorsque Victor prend une photo d'Alexandra Curtis, il se rend compte qu'elle est désespérée et a besoin d'un ami pour lui donner des astuces sur le moyen de survivre à Manhattan quand on est sans le sou...

## Fiche technique
- Titre : New York Town
- Réalisation : Charles Vidor
- Scénario : Lewis Meltzer, d'après une histoire de Jo Swerling
- Producteur : Anthony Veiller
- Production et distribution : Paramount Pictures
- Lieu de tournage : Paramount studios, Hollywood
- Photographie : Charles Edgar Schoenbaum
- Musique : Leo Shuken
- Montage : Doane Harrison
- Pays d'origine : États-Unis
- Format : noir et blanc - 1,37:1 - Mono (Western Electric Mirrophonic Recording)
- Genre : Comédie romantique
- Durée : 94 min
- Date de sortie :
  - États-Unis : 31 octobre 1941

## Distribution
- Fred MacMurray : Victor Ballard
- Mary Martin : Alexandra Curtis
- Akim Tamiroff : Stefan Janowski
- Robert Preston : Paul Bryson, Jr.
- Lynne Overman : Sam
- Eric Blore : Vivian
- Fuzzy Knight : Gus Nelson
- Cecil Kellaway : Shipboard Host
- Edward McNamara : Brody
- Oliver Blake : Bender
- Sam McDaniel : Henry
- Iris Adrian : Toots O'Day
- Herb Vigran : Barker
- Charles Lane